# Gianmarco Tamberi
Gianmarco Tamberi (Civitanova Marche, 1º giugno 1992) è un altista italiano, campione olimpico ai Giochi di Tokyo 2020 e campione del mondo ai Mondiali di Budapest 2023.
Detentore del record nazionale della specialità sia all'aperto che indoor, in carriera vanta anche un titolo mondiale indoor (Portland 2016), tre titoli europei all'aperto (Amsterdam 2016, Monaco di Baviera 2022 e Roma 2024) e un titolo europeo indoor (Glasgow 2019), oltre che 9 titoli italiani assoluti tra outdoor e indoor.
Soprannominato Half-shave (mezza-barba, per la particolare abitudine di gareggiare con solo metà volto rasato) oppure Gimbo, è figlio dell'ex saltatore in alto e primatista italiano Marco Tamberi, suo allenatore per lungo tempo, e fratello di Gianluca, primatista italiano promesse del lancio del giavellotto.

## Biografia
Nato a Civitanova Marche in provincia di Macerata, è cresciuto ad Offagna, in provincia di Ancona. Figlio del saltatore Marco Tamberi, da piccolo ha praticato principalmente la pallacanestro prima di dedicarsi alla stessa disciplina del padre.
Nel settembre 2022 ha sposato Chiara Bontempi, figlia di Piergiorgio Bontempi. La coppia ha avuto una figlia, Camilla, nata ad Ancona il 14 agosto 2025.

### Gli inizi 2011-2012
Nel 2011, ai campionati italiani juniores di Bressanone, migliora il personale di undici centimetri, da 2,14 a 2,25 m, dopo aver raccolto il suggerimento del padre di radersi la barba su una guancia sola. Da allora, ogni volta che arriva in finale, gareggia con la barba rasata da un solo lato. A 19 anni vince la medaglia di bronzo agli europei juniores di Tallinn 2011, eguagliando il suo personale.

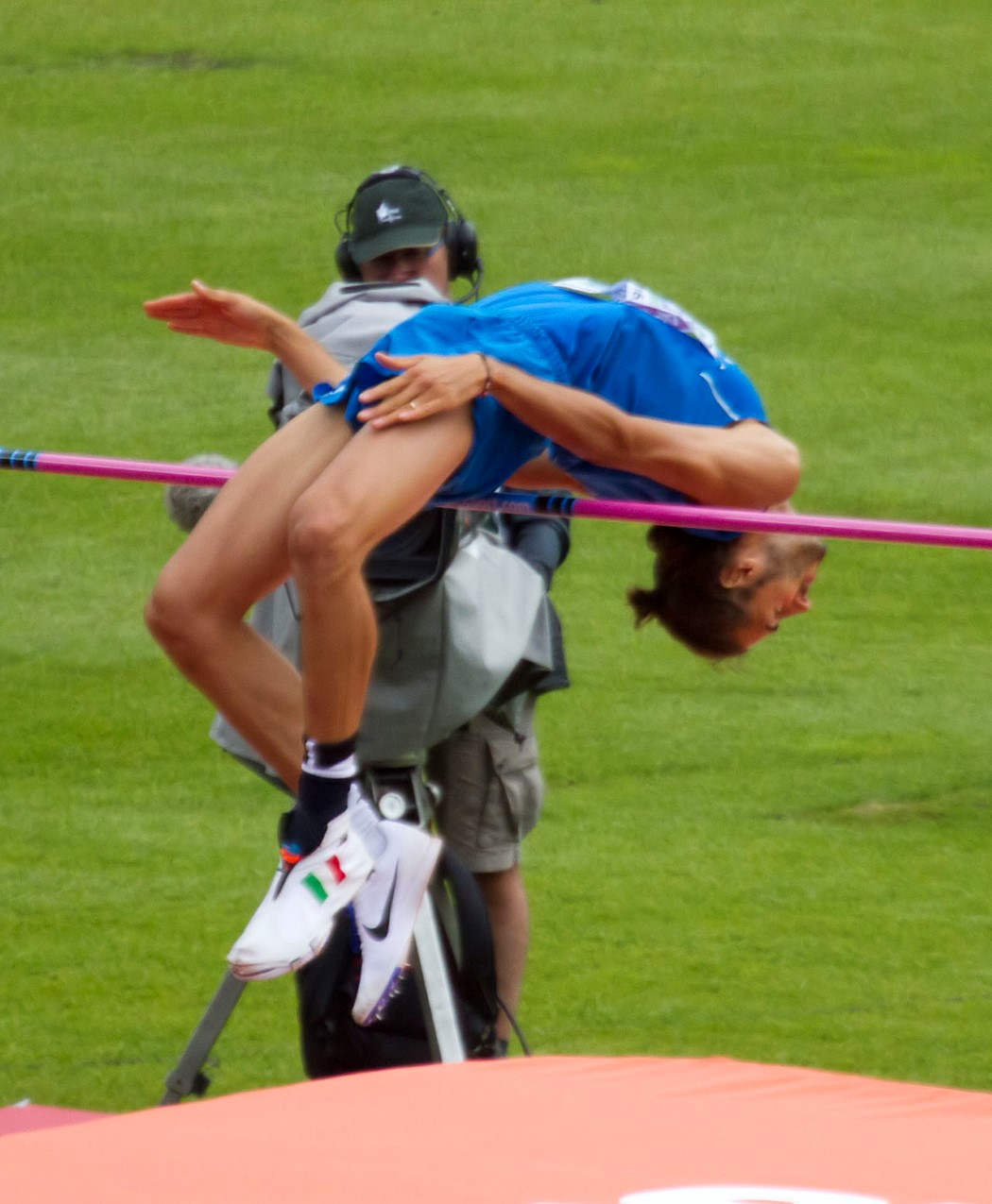
Tamberi in azione ai Mondiali di Portland

Nel 2012 ai campionati europei di Helsinki chiude al quinto posto con 2,24 m (percorso netto da 2,15 m, passando per 2,20 m) la finale del salto in alto. L'oro va al britannico Robbie Grabarz, con 2,31 m, la stessa quota valicata dal lituano Stanys, superato per maggior numero di errori; bronzo al francese Mickaël Hanany, 2,28 m (la stessa misura del russo Mudrov, più indietro per il numero di errori).
Ai campionati italiani di Bressanone Tamberi salta un ottimo 2,31 m andando così a stabilire il suo primato personale e terza prestazione italiana di sempre (a due centimetri dal 2,33 m di Marcello Benvenuti) e, soprattutto, minimo di qualificazione ai Giochi della XXX Olimpiade.

### 2013-2015
Nel giugno 2013 chiude al sesto posto nel salto in alto ai XVII Giochi del Mediterraneo di Mersin in Turchia. Per l'atleta di Offagna la gara si chiude con una miglior misura di 2,21 m ottenuta al terzo tentativo, poi tre errori a 2,24.
Per quanto riguarda i campionati europei U23, Tamberi fatica ancora a ingranare dopo un inverno difficile (dove è comunque arrivato quinto agli europei indoor) a causa di alcuni problemi fisici e si ferma a 2,17 m (al secondo tentativo).
Successivamente si classifica secondo ai campionati italiani assoluti di atletica leggera a Milano con 2,25 m.
Nel 2014 vince l'oro ai campionati italiani assoluti di Rovereto con la misura di 2,22 m.
Il 2 agosto 2015 migliora ad Eberstadt (Germania), all'aperto, per due volte il primato italiano che deteneva insieme a Marco Fassinotti con 2,33 m, saltando prima 2,35 m al terzo tentativo e poi 2,37 m al primo.

### 2016
Il 4 febbraio 2016 vince il meeting di Banská Bystrica (Slovacchia) stabilendo il record italiano indoor con la misura di 2,35 m, a pari merito con l'altro azzurro Marco Fassinotti giunto secondo. Il 13 febbraio 2016 migliora ad Hustopeče (Repubblica Ceca) il primato italiano indoor saltando 2,38 m e stabilisce la miglior prestazione mondiale indoor dell'anno.
Il 6 marzo ai campionati italiani indoor di Ancona vince la medaglia d'oro stabilendo, in 2,36 m, la miglior misura mai realizzata da un italiano in Italia. Il 19 marzo a Portland (Stati Uniti) vince la medaglia d'oro ai campionati mondiali indoor, sempre con la misura di 2,36 m.
Inizia la stagione outdoor gareggiando in alcuni meeting della Diamond League: il 22 maggio, al meeting internazionale di Rabat, è sesto con 2,25 m, stessa misura del terzo classificato; il 2 giugno si classifica terzo al Golden Gala di Roma con 2,30 m; il 5 giugno al meeting internazionale di Birmingham è ottavo con 2,20 m.
Il 26 giugno vince i campionati italiani di Rieti con la misura di 2,36 m, in quel momento seconda prestazione mondiale outdoor dell'anno.
Il 10 luglio vince i campionati europei di Amsterdam con la misura di 2,32 m e diviene il primo italiano a vincere l'oro europeo nel salto in alto.
Il 15 luglio vince la gara di salto in alto dell'Herculis, meeting internazionale del Principato di Monaco, nona tappa della Diamond League, migliorando il record italiano con 2,39 m, un centimetro inferiore alla miglior prestazione dell'anno, stabilita l'11 giugno da Mutaz Essa Barshim al meeting di Opole (Polonia). Tenta poi di superarsi provando i 2,41 m, ma al secondo tentativo si infortuna alla caviglia sinistra compromettendo la propria partecipazione ai Giochi olimpici di Rio.

### 2017-2018
Ai mondiali del 2017 salta in qualificazione la misura di 2,29 m, non qualificandosi per la finale e classificandosi complessivamente 13º. Nel settembre 2017 si aggrega per una settimana al roster della Mens Sana Siena scendendo in campo in amichevole contro Pistoia.
Il 26 agosto 2018 al meeting internazionale di salto in alto di Eberstadt in Germania, Tamberi salta la misura di 2,33 m, concludendo in seconda posizione alle spalle dell'australiano Brandon Starc (2,36 m, record nazionale) e davanti al bielorusso Maksim Nedasekaŭ e al bahamense Donald Thomas (a pari merito con 2,27 m).
A settembre ai campionati italiani di Pescara vince il titolo agevolmente con la misura di 2,30 m.

### 2019-2023
Il 15 febbraio 2019, ai campionati italiani assoluti indoor di Ancona, vince saltando 2,32 metri. Ai campionati europei indoor di Glasgow, il 2 marzo 2019 vince l'oro saltando la misura di 2,32 m, in questo modo diventa il primo italiano a vincere l'oro nel salto in alto nella rassegna europea al coperto.
Nel luglio 2020 decide di lasciare il Gruppo Sportivo Fiamme Gialle. A ottobre 2020 è tra i protagonisti del documentario andato in onda su Rai 2 Giovani e famosi diretto da Alberto D'Onofrio.
Nel marzo 2021 vince la medaglia d'argento agli europei indoor di Toruń, saltando in 2,35 m e arrivando alle spalle solamente del bielorusso Maksim Nedasekaŭ. 
Il 1º agosto 2021, ai Giochi olimpici di Tokyo, Tamberi vince la medaglia d'oro a pari merito con Mutaz Essa Barshim, con la misura di 2,37 m. I due atleti, dopo aver effettuato sei tentativi senza errori fino alla misura di 2,37 m, hanno commesso tre errori alla misura successiva di 2,39 m. Conclusa la gara con una serie identica, il giudice ha avvicinato Tamberi e Barshim spiegando che potevano proseguire la finale con il jump-off (uno spareggio ad oltranza) oppure concordare per una vittoria ex aequo. Su richiesta del qatariota, i due saltatori, legati anche da un rapporto di profonda amicizia, hanno accettato l'oro a pari merito. La sua vittoria, assieme ad altri successi ottenuti principalmente in ambito sportivo da rappresentanti dell'Italia, venne ricompresa dalla stampa nazionale ed internazionale nella locuzione «estate d'oro dell'Italia».
Inizia il 2022 ottenendo la medaglia di bronzo ai mondiali indoor di Belgrado, a pari merito con il neozelandese Hamish Kerr. Il 24 giugno, allo stadio di Rieti, Tamberi conquista il titolo italiano di salto in alto saltando nello spareggio la misura di 2,26 m. Dopo aver concluso in quarta posizione i mondiali di Eugene il 18 agosto dello stesso anno, agli europei di Monaco di Baviera, vince la medaglia d'oro nel salto in alto con la misura di 2,30 m, realizzata al secondo tentativo.
L'anno successivo partecipa ai campionati europei a squadre di Chorzów (validi anche per i III Giochi europei), conquistando la vittoria nel salto in alto con la misura di 2,29 m e contribuendo al primo successo dell'Italia nella competizione. Il 22 agosto 2023 vince la medaglia d'oro ai mondiali di Budapest, saltando la misura di 2,36 m: in questo modo diventa il secondo italiano di sempre, dopo Alberto Cova, a vincere durante la sua carriera la medaglia d'oro olimpica, mondiale ed europea.

### 2024
Al primo impegno della stagione, in occasione dei campionati europei a Roma, Tamberi conquista la sua terza medaglia d'oro nella competizione con la misura di 2,37 m, migliore prestazione mondiale dell'anno fino a quel momento e nuovo record dei campionati. Il 26 luglio, in occasione della cerimonia di apertura delle Olimpiadi di Parigi, è stato il portabandiera della delegazione italiana insieme alla schermitrice Arianna Errigo. Arrivato alla rassegna parigina da campione in carica e con i favori dei pronostici, nei giorni antecedenti alla gara di salto in alto viene colpito da febbre e calcoli renali. Riesce comunque ad accedere alla finale, dove tuttavia - ancora debilitato - non  va oltre l'undicesima posizione.

## Record nazionali
Seniores
- Salto in alto: 2,39 m ( Monaco, 15 luglio 2016)
- Salto in alto indoor: 2,38 m ( Hustopeče, 13 febbraio 2016)[24]

## Progressione

### Salto in alto
| Stagione | Misura | Luogo      | Data      | Rank. Mond. |
| -------- | ------ | ---------- | --------- | ----------- |
| 2024     | 2,37 m | Roma       | 11-6-2024 | 1°          |
| 2023     | 2,36 m | Budapest   | 22-8-2023 | 1°          |
| 2022     | 2,34 m | Zurigo     | 7-9-2022  | 3º          |
| 2021     | 2,37 m | Tokyo      | 1-8-2021  | 1º          |
| 2020     | 2,30 m | Ancona     | 28-6-2020 | 2º          |
| 2019     | 2,29 m | Doha       | 1-10-2019 | 23º         |
| 2018     | 2,33 m | Eberstadt  | 26-8-2018 | 8º          |
| 2017     | 2,29 m | Londra     | 11-8-2017 | 29º         |
| 2016     | 2,39 m | Monaco     | 15-7-2016 | 2º          |
| 2015     | 2,37 m | Eberstadt  | 2-8-2015  | 3º          |
| 2014     | 2,29 m | Ancona     | 27-8-2014 | 21º         |
| 2013     | 2,25 m | Milano     | 28-7-2013 | 52º         |
| 2012     | 2,31 m | Bressanone | 8-7-2012  | 12º         |
| 2011     | 2,25 m | Tallinn    | 23-7-2011 | 55º         |
| 2011     | 2,25 m | Bressanone | 17-6-2011 | 55º         |
| 2010     | 2,14 m | Firenze    | 6-6-2010  |             |
| 2009     | 2,07 m | Bressanone | 9-7-2009  |             |

### Salto in alto indoor
| Stagione | Misura | Luogo           | Data      | Rank. Mond. |
| -------- | ------ | --------------- | --------- | ----------- |
| 2021/22  | 2,31 m | Belgrado        | 20-3-2022 | 4º          |
| 2020/21  | 2,35 m | Toruń           | 7-3-2021  | 2º          |
| 2020/21  | 2,35 m | Ancona          | 21-2-2021 | 2º          |
| 2019/20  | 2,31 m | Siena           | 29-2-2020 | 6º          |
| 2018/19  | 2,32 m | Ancona          | 15-2-2019 | 2º          |
| 2017/18  | 2,25 m | Hustopeče       | 27-1-2018 | 35º         |
| 2015/16  | 2,38 m | Hustopeče       | 13-2-2016 | 1º          |
| 2014/15  | 2,28 m | Praga           | 7-3-2015  | 23º         |
| 2013/14  | 2,20 m | Vendryně        | 29-1-2014 | 94º         |
| 2012/13  | 2,30 m | Banská Bystrica | 6-2-2013  | 11º         |
| 2011/12  | 2,20 m | Banská Bystrica | 8-2-2012  | 99º         |
| 2010/11  | 2,21 m | Ancona          | 12-2-2011 | 70º         |
| 2009/10  | 2,14 m | Ancona          | 6-3-2010  | 211º        |
| 2008/09  | 2,00 m | Ancona          | 14-2-2009 |             |

## Palmarès
| Anno | Manifestazione          | Sede      | Evento        | Risultato | Prestazione | Note                                                            |
| ---- | ----------------------- | --------- | ------------- | --------- | ----------- | --------------------------------------------------------------- |
| 2010 | Mondiali U20            | Moncton   | Salto in alto | 19º (q)   | 2,10 m      |                                                                 |
| 2011 | Europei U20             | Tallinn   | Salto in alto | Bronzo    | 2,25 m      | Miglior prestazione personale                                   |
| 2012 | Europei                 | Helsinki  | Salto in alto | 5º        | 2,24 m      |                                                                 |
| 2012 | Giochi olimpici         | Londra    | Salto in alto | 24º (q)   | 2,21 m      |                                                                 |
| 2013 | Europei indoor          | Göteborg  | Salto in alto | 5º        | 2,29 m      |                                                                 |
| 2013 | Giochi del Mediterraneo | Mersin    | Salto in alto | 6º        | 2,21 m      |                                                                 |
| 2013 | Europei U23             | Tampere   | Salto in alto | 13º (q)   | 2,17 m      |                                                                 |
| 2014 | Europei                 | Zurigo    | Salto in alto | 7º        | 2,26 m      | Miglior prestazione personale stagionale                        |
| 2015 | Europei indoor          | Praga     | Salto in alto | 7º        | 2,24 m      |                                                                 |
| 2015 | Mondiali                | Pechino   | Salto in alto | 8º        | 2,25 m      |                                                                 |
| 2016 | Mondiali indoor         | Portland  | Salto in alto | Oro       | 2,36 m      |                                                                 |
| 2016 | Europei                 | Amsterdam | Salto in alto | Oro       | 2,32 m      |                                                                 |
| 2017 | Mondiali                | Londra    | Salto in alto | 13º (q)   | 2,29 m      | Miglior prestazione personale stagionale                        |
| 2018 | Europei                 | Berlino   | Salto in alto | 4º        | 2,28 m      | Miglior prestazione personale stagionale                        |
| 2019 | Europei indoor          | Glasgow   | Salto in alto | Oro       | 2,32 m      | Miglior prestazione europea stagionale                          |
| 2019 | Mondiali                | Doha      | Salto in alto | 8º        | 2,27 m      | [ 25 ]                                                          |
| 2021 | Europei indoor          | Toruń     | Salto in alto | Argento   | 2,35 m      |                                                                 |
| 2021 | Giochi olimpici         | Tokyo     | Salto in alto | Oro       | 2,37 m      | Miglior prestazione personale stagionale                        |
| 2022 | Mondiali indoor         | Belgrado  | Salto in alto | Bronzo    | 2,31 m      | Miglior prestazione personale stagionale                        |
| 2022 | Mondiali                | Eugene    | Salto in alto | 4º        | 2,33 m      | Miglior prestazione personale stagionale                        |
| 2022 | Europei                 | Monaco    | Salto in alto | Oro       | 2,30 m      |                                                                 |
| 2023 | Giochi europei          | Chorzów   | Salto in alto | Oro       | 2,29 m      | [ 26 ]                                                          |
| 2023 | Giochi europei          | Chorzów   | A squadre     | Oro       | 426,5 p.    | [ 26 ]                                                          |
| 2023 | Mondiali                | Budapest  | Salto in alto | Oro       | 2,36 m      | Miglior prestazione mondiale stagionale                         |
| 2024 | Europei                 | Roma      | Salto in alto | Oro       | 2,37 m      | Record dei campionati · Miglior prestazione mondiale stagionale |
| 2024 | Giochi olimpici         | Parigi    | Salto in alto | 11º       | 2,22 m      |                                                                 |

## Campionati nazionali
- 6 volte campione nazionale assoluto del salto in alto (2012, 2014, 2016, 2018, 2020, 2022)
- 3 volte campione nazionale assoluto indoor del salto in alto (2016, 2019, 2021)

2010
- 12º ai campionati italiani assoluti (Grosseto), salto in alto - 2,11 m[27]

2011
- 4º ai campionati italiani assoluti (Torino), salto in alto - 2,22 m[28]

2012
- Oro ai campionati italiani assoluti (Bressanone), salto in alto - 2,31 m

2013
- Argento ai campionati italiani assoluti (Milano), salto in alto - 2,25 m

2014
- Oro ai campionati italiani assoluti (Rovereto), salto in alto - 2,22 m

2016
- Oro ai campionati italiani assoluti indoor (Ancona), salto in alto - 2,36 m
- Oro ai campionati italiani assoluti (Rieti), salto in alto - 2,36 m

2018
- Oro ai campionati italiani assoluti (Pescara), salto in alto - 2,30 m

2019
- Oro ai campionati italiani assoluti indoor (Ancona), salto in alto - 2,32 m

2020
- Argento ai campionati italiani assoluti indoor (Ancona), salto in alto - 2,20 m
- Oro ai campionati italiani assoluti (Padova), salto in alto - 2,28 m

2021
- Oro ai campionati italiani assoluti indoor (Ancona), salto in alto - 2,35 m

2022
- Oro ai campionati italiani assoluti (Rieti), salto in alto - 2,26 m[29]

## Altre competizioni internazionali
2016
- Oro all'Herculis ( Monaco), salto in alto - 2,39 m

2021
- Oro al Weltklasse Zürich ( Zurigo), salto in alto - 2,34 m
- Vincitore della Diamond League nella specialità del salto in alto

2022
- Oro al Weltklasse Zürich ( Zurigo), salto in alto - 2,34 m
- Vincitore della Diamond League nella specialità del salto in alto

2023
- Campionati europei a squadre di atletica leggera ( Chorzów)
- Oro ai Campionati europei a squadre di atletica leggera ( Chorzów), salto in alto - 2,29 m

2024
- Oro al Kamila Skolimowska Memorial ( Chorzów), salto in alto - 2,31 m
- Oro al Memorial Van Damme ( Bruxelles), salto in alto - 2,34 m
- Vincitore della Diamond League nella specialità del salto in alto[30]

## Riconoscimenti
- Gazzetta Sports Awards: 2

Categoria Emozione dell'anno: 2021
Categoria Uomo dell'anno: 2023